# Wolf Heinrich von Baudissin (forfatter)
 Der er flere personer med dette navn, se Wolf Heinrich von Baudissin.
Wolf Heinrich Friedrich Karl rigsgreve von Baudissin (født 30. januar 1789 på Rantzau Slot, død 4. april 1878 i Dresden) var en tysk forfatter og oversætter og dansk diplomat. Han var gift med Sophie von Baudissin og bror til Otto Friedrich Magnus von Baudissin.
Han var søn af generalløjtnant, grev Carl Ludwig von Baudissin og nevø af Caroline Adelheid Cornelia von Baudissin. Efter at have fuldendt sine universitetsstudier blev han legationssekretær i dansk tjeneste og opholdt sig 1810-14 i Stockholm, Wien og Paris; dog måtte han på grund af for tydelig tilkendegivne tyske sympatier tilbringe et halvt år af denne tid (sommeren 1813) fængslet på fæstningen Frederiksort. Fra 1823 til 1854 ejede han godset Sophienhof ved Preetz.
Han var på rejser til Italien, Frankrig og Grækenland, men fra 1827 opholdt han sig næsten uafbrudt i Dresden, hvor han udviklede venskaber med Ludwig Tieck og August Wilhelm Schlegel, og her udviklede han en temmelig betydelig litterær virksomhed, især ved at omplante udlandets første dramatiske værker på tysk. Han har således (1819-36) oversat alle de Shakespeareske dramaer, som er udkommet under Tiecks navn; han udgav 1836 en række oversættelser af ældre engelske dramaer: Ben Johnson und seine Schule; senere oversatte han flere større middelhøjtyske digte (1845) og endelig Molières lystspil. Han døde i Dresden 4. april 1878.
I andet ægteskab 1840 ægtede han Sophie Kaskel. De fik sønnen Wolf Wilhelm Friedrich von Baudissin, der også blev forfatter.